# Gogebic Range

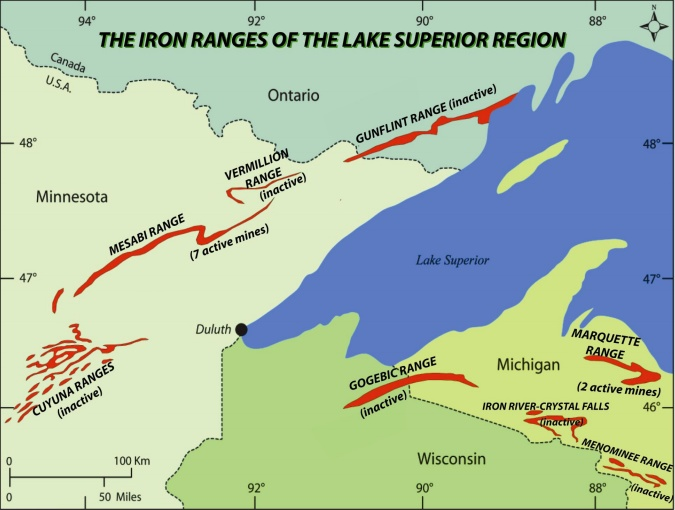
Eisenlagerstätten am Lake Superior.

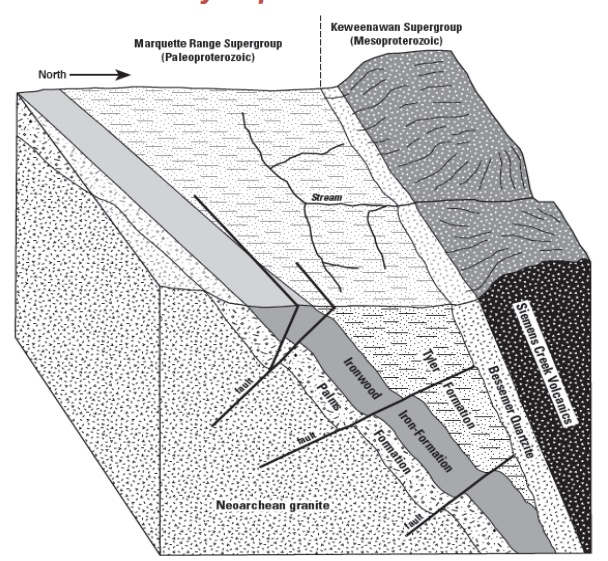
Gogebic Range Geology

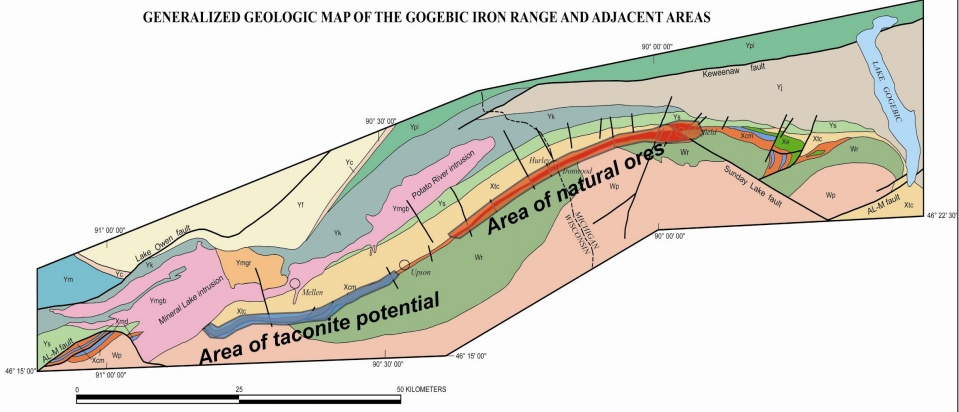
Gogebic Geologic Map

Die Gogebic Range ist eine Eisen-Lagerstätte im nördlichen Michigan und Wisconsin. Sie erstreckt sich westlich vom Lake Namakagon in Wisconsin bis zum Lake Gogebic in Michigan auf einer Distanz von 80 miles (120 km). Obwohl die Lagerstätte über eine große Länge läuft, weist sie nur eine sehr geringe Breite auf. Im Allgemeinen ist sie nur eine halbe Meile (800 m) breit und formt einen Halbmond nach Südosten. Die Gogebic Range liegt in den Gemeinden Ironwood in Michigan, Mellen und Hurley in Wisconsin.

## Name
Der Name Gogebic kommt aus dem Ojibwa und hat die Bedeutung „Wo Forellen an die Wasseroberfläche kommen und Ringe im Wasser verursachen“. „Range“ wird allgemein als Bezeichnung für die Eisenlagerstätten rund um den Lake Superior benutzt. Entlang der Gogebic Range entstand in der Mitte der 1880er eine „Eisen-Blüte“ und immer wieder gab es kleinere Blütezeiten bis 1967.

## Blütezeit des Eisens
Die Erze finden sich in der Huronian Ironwood-Formation (Paläoproterozoische Vereisung). Diese besteht aus wechselnden Schichten von eisenführenden oolithischen Chert-Gesteinen und Cherty-Carbonaten mit feiner Textur. Die Eisenminerale machen bis zu einem Drittel der Gesteinsmasse aus. Der Rest besteht aus Quarz. Die Formation wurde 1848 von Dr. A. Randall während des Fourth Principal Meridian Surveys bei Upson (Wisconsin) entdeckt. Erz wurde erstmals 1883 in der Colby Mine in Michigan gefördert.:19,23,90-91,184

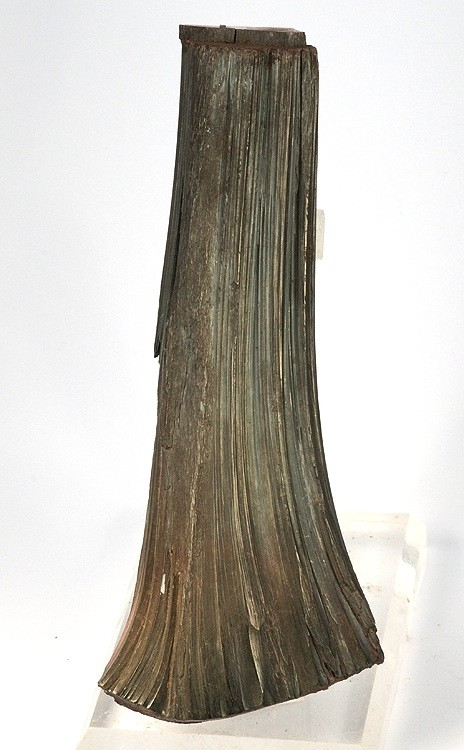
Stück eines „Tree-Trunk“ Hämatits aus der Montreal Mine; (15,8 × 6,2 × 2,7 cm).

Die erste Blütezeit in der Gogebic Range fand zwischen 1884 und 1886 statt. Die Entdeckung von Bessemer-Erz mit hohem Eisenanteil und die Werbung mit den Möglichkeiten führte zu einem Spekulationswahnsinn, der in Michigan und Wisconsin keinen Vergleich hat. Vermögen wurden innerhalb von Tagen gemacht oder auch verloren. Am 16. September 1886 berichtete der Chicago Tribune:

„Hunderte Menschen kommen täglich aus dem ganzen Land hier an und Millionäre werden hier zu dutzenden gemacht ... Die Wälder machen Platz für Minenzeltlager und Städte, und eine verstörende Umwandlung hat stattgefunden. In den Blütezeiten des Goldgrabens an den Hängen des Pazifik gab es keine berichte über solch wunderbaren  Dinge wie in Gogebic.“

Jahrzehntelang bis zur Mitte der 1920er war „The Gogebic“ eine der Hauptquellen der Vereinigten Staaten für Eisen.:37 Es befeuerte auch die Industrielle Blüte im Oberen Mittleren Westen. 1930 ging die Ausbeute zurück. Die Minen schlossen aufgrund der Weltwirtschaftskrise und die Wirtschaft in der Gogebic Range brach zusammen.
Einige Minen arbeiteten bis in die Mitte der 1960er, aber die Herstellung erreichte niemals mehr den Umfang der ersten Jahrzehnte. Die letzte Ladung Erz wurde im August 1967 an Granite City Steel in Illinois geliefert.

## Gegenwart
Heute hat sich die Landschaft weitgehend von den Narben der Ausbeutung erholt. Eine Tourismus-Industrie mit Ski-Resorts und Wasserfällen ist entstanden. In der Region gibt es große Landschaftsgebiete in Staatsbesitz, wie den Ottawa National Forest und den Gogebic County Forest, die zu Erholungszwecken und zur Holzernte dienen. Auf alten Logging Roads (Forststraßen) wurden Rad- und Wanderwege eingerichtet.

Gogebic County

Gogebic County und das benachbarte Iron County werden als „Big Snow Country“ beworben. Es gibt einen Natural Ski Hill am Lake Superior im Porcupine Mountains State Park.
Im Gogebic County gibt es 22 Wasserfälle und zehn weitere am Montreal River im Iron County. Die bedeutendsten Fälle liegen am Presque Isle- und am Black River, eine halbe Meile (0,8 km) vom Lake Superior entfernt. Außerdem gibt es die Superior Falls mit 100 ft (30 m) hohen Klippen am Montreal River. Sie bilden auch dei Grenze von Michigan und Wisconsin nordwestlich von Ironwood.
Seit den 2000ern prüfen Unternehmen wieder die Möglichkeit, geringwertigeres Erz zu schürfen.